# Neortalotrypeta bicolor
Neortalotrypeta bicolor är en tvåvingeart som beskrevs av Allen L.Norrbom 1994. Neortalotrypeta bicolor ingår i släktet Neortalotrypeta och familjen borrflugor. Inga underarter finns listade i Catalogue of Life.